# Eupithecia gueneata
Eupithecia gueneata is een vlinder uit de familie spanners (Geometridae). De wetenschappelijke naam is voor het eerst geldig gepubliceerd in 1862 door Millière.
De soort komt voor in Europa.